# Vladimir Dapčević
Vladimir Dapčević, ps. „Vlado” (cyr. Владимир Дапчевић, Владо; ur. 14 czerwca 1917 w Ljubotinju, zm. 12 lipca 2001 w Brukseli) – jugosłowiański i czarnogórski działacz komunistyczny, partyzant NOVJ, więzień polityczny.

## Życiorys

### Młodość i działalność komunistyczna do 1941 roku
Uczęszczał do liceum w Cetynii, z którego został wydalony za zorganizowanie strajku uczniowskiego. W 1933 roku wstąpił do Związku Młodzieży Komunistycznej Jugosławii, pierwszy raz został aresztowany za roznoszenie komunistycznych ulotek; rok później dołączył do Komunistycznej Partii Jugosławii. Uczestniczył w bójkach z młodzieżą faszystowską, za co do 1935 roku był kilkukrotnie aresztowany.
W 1935 roku wziął w Cetynii udział w demonstracjach, za co został aresztowany i brutalnie traktowany przez jugosłowiańskich policjantów, następnie spędził miesiąc w więzieniu . Próbował kontynuować naukę w Podgoricy, Nikšiciu i Prizrenie; za każdym razem był wydalany ze szkół z powodu jego działalności komunistycznej . Za udział w organizacji struktur partyjnych został wybrany na Sekretarza Organizacyjnego Prowincjonalnego Komitetu Komunistycznej Partii Jugosławii .
W 1936 roku doszło do masowych aresztowań członków Komunistycznej Partii Jugosławii; na terenie Czarnogóry komuniści organizowali demonstracje, na których dochodziło do licznych konfrontacji z policją, w wyniku których zginęło 12 protestujących, około 50 zostało rannych, a prawie 400 aresztowano. Po zarządzeniu partii o zaprzestaniu organizowania demonstracji, Dapčević poddał się policji, następnie spędził prawie 4 miesiące w więzieniu w Sarajewie; został wypuszczony na wolność pod naciskiem międzynarodowej opinii publicznej.
Na początku 1937 roku został mianowany na stanowisko sekretarza organizacyjnego komitetu Komunistycznej Partii Jugosławii w Cetynii; pełnił tę funkcję do 1940 roku, kiedy zlikwidowano to stanowisko z powodu konfliktów w partyjnych frakcjach . Zgłosił chęć udziału w hiszpańskiej wojnie domowej po stronie republikańskiej, został z tego powodu ponownie aresztowany przez policję.
W 1939 roku uzyskał pozwolenie na przystąpienie do egzaminu maturalnego, który zdał w Kotorze, następnie studiował na Wydziale Technicznym Uniwersytetu w Belgradzie, gdzie działał na rzecz obrony autonomii uczelni oraz organizował struktury partyjne wśród belgradzkich robotników; w grudniu 1939 wziął udział w demonstracjach studenckich, w których zginęło 14 protestujących . Podczas jednego ze starć z ljoticiowcami został ciężko ranny w głowę. Rok później na polecenie Komunistycznej Partii Jugosławii wyjechał w region Zatoki Kotorskiej w celu organizacji struktur partyjnych .

### 1941–1945
6 kwietnia 1941 roku został przewieziony z Belgradu do Czarnogóry z powodu bombardowania miasta; na terenie Czarnogóry Dapčević podejmował działania na rzecz mobilizacji ludności do zbrojnego oporu wobec włoskiej okupacji.
13 lipca 1941 wstąpił do jugosłowiańskiej partyzantki, w ramach której uczestniczył w ataku na Čevo; tegoż dnia rozpoczęło się również powstanie w Czarnogórze. Wkrótce został wydalony z Komunistycznej Partii Jugosławii, ponieważ naruszył partyjną dyrektywę, w myśl której komuniści nie powinni brać udziału w ruchu oporu.
W grudniu 1941 roku jako żołnierz batalionu Lovcen wziął udział w bitwie pod Pljevlją, podczas której został ranny; w połowie 1942 roku został dowódcą pierwszej kompanii tegoż batalionu. Następnie wziął udział w formowaniu 1 Brygady Proletariackiej, która poniosła ciężkie straty w wyniku walk toczonych na terenie wschodniej Bośni przeciwko czetnikom dowodzonych przez Dragoljuba Mihailovicia, dochodziło również do przejść żołnierzy brygady na stronę czetników; jugosłowiańscy partyzanci toczyli również walki przeciwko Wehrmachtowi, Włoskim Siłom Zbrojnym, chorwackim domobranom i ustaszom.
Na początku 1942 roku został mianowany komisarzem oddziału ochotniczego Drina oraz ponownie został przyjęty do Komunistycznej Partii Jugosławii, z której po kilku miesiącach ponownie został wydalony z powodu krytyki części decyzji partii.
Wziął udział w licznych akcjach jako dowódca kilkudziesięciu bombowców; pod koniec 1942 roku został ranny. W 1943 roku wziął udział w bitwie nad Neretwą i nad Sutjeską, następnie po raz trzeci został przyjęty do Komunistycznej Partii Jugosławii, mianowano go również na komisarza 7. Brygady Krajiny.
W 1944 roku został mianowany komisarzem szkoły oficerskiej w Sztabie Naczelnym, następnie komisarzem 10. Oddziału. Pod koniec II wojny światowej otrzymał stopień podpułkownika.

### Po II wojnie światowej
Został powołany na stanowisko nauczyciela w Wyższej Szkole Partyjnej, a w 1947 roku został szefem Administracji ds. Agitacji i Propagandy.
W 1948 roku wziął udział w V Zjeździe Komunistycznej Partii Jugosławii. Pod pretekstem polowania, w nocy z dnia 11 na 12 sierpnia tegoż roku wraz z generałami Arso Jovanoviciem i Branko Kađą Petričeviciem podjął nieudaną próbę ucieczki z kraju przez granicę z Rumunią; Jovanović zginął wpędzony w zasadzkę, a Petričević został aresztowany. Dapčević tymczasowo ukrywał się w Belgradzie, jednak 2 września został zatrzymany w okolicach Suboticy podczas próby przekroczenia węgierskiej granicy.
Przez 22 miesiące był przebywał w aresztach w Banjicy i Glavnjačy , następnie od 1 do 4 czerwca 1950 roku przed Sądem Wojskowym w Belgradzie odbywał się proces w jego sprawie; prokurator wojskowy Ilija Kostić oskarżył Dapčevicia o działalność przeciwko armii i państwu, zdradę ojczyzny oraz o złamanie przysięgi wierności poprzez organizowanie grup, których celem było obalenie Josipa Broza Tity przy interwencji obcego państwa. Został skazany na 20 lat pozbawienia wolności, jednak na mocy amnestii wyrok zmniejszono do 8 lat, a został wypuszczony na wolność po 6 latach. Od czerwca 1950 do 6 grudnia 1956 był z powodu swoich antyrewizjonistycznych i internacjonalistycznych poglądów politycznych więziony w Starej Gradišce, Bileći i Golim otoku; został poddany bezprecedensowym torturom , mimo to nie udało się go zmusić do zmiany poglądów. Po wyjściu na wolność rozpoczął pracę w Związku Artystów Filmowych Serbii.
W 1958 roku, w obawie przed możliwością ponownego aresztowania, wraz z przyjaciółmi uciekł do Albanii, której władze z kolei wysłały ich do Rumunii, a stąd bezpośrednio do Moskwy; władze radzieckie zaproponowały im kontynuację edukacji lub rozpoczęcie pracy, Dapčević zdecydował się jednak kontynuować działalność polityczną. W 1961 roku wpłynął na Konferencję Partii Komunistycznych w Moskwie; potępiono Związek Komunistów Jugosławii jako partię rewizjonistyczną i przeciwną marksizmowi. Następnie tymczasowo mieszkał w Chinach.
Podczas kryzysu kubańskiego w 1962 roku zorganizował wyjazd na Kubę; mimo uzyskania wiz, władze radzieckie nie zezwoliły ochonikom na wyjazd. Po XXII Zjeździe KPZR, który odbył się w 1961 roku, Dapčević poparł stanowisko albańskich i chińskich komunistów w konflikcie z Komunistyczną Partią Związku Radzieckiego oraz rozpoczął aktywną działalność w walce przeciwko rewizjonizmowi; skutkowało to otrzeżeniem i nakazem zaprzestania danych działań ze strony władz radzieckich. W latach 1964–1965 mieszkał w Odessie, gdzie pracował nad swoją pracą doktorską na temat historii jugosłowiańskiego ruchu robotniczego. Na początku 1965 roku próbował wyjechać do Wietnamu Północnego w celu wzięcia udziału wojnie po jego stronie; ponownie spotkał się z odmową ze strony władz Związku Radzieckiego.
W 1966 roku opuścił ZSRR i przez Bukareszt, gdzie udało mu się uzyskać tymczasową wizę w belgijskiej ambasadzie, wyemigrował do Europy Zachodniej. Przebywał w Belgii, Francji (między innymi w Paryżu), Szwajcarii i Holandii; pracował jako robotnik, propagował ideę marksizmu-leninizmu oraz uczestniczył w strajkach generalnych i demonstracjach robotniczych. Wielokrotnie był aresztowany z powodu nielegalnego pobytu i deportowany między danymi krajami, dopiero w 1969 roku uzyskał prawo stałego pobytu w Belgii, następnie obywatelstwo belgijskie. Współpracował z zachodnioeuropejskimi partiami marksistowsko-leninowskimi i angażował się w ich działalność.
W 1973 roku władze jugosłowiańskie wysłały agenta Slobodana Mitricia w celu dokonania zamachu na Dapčeviciu; agent jednak nie dokonał zamachu na jego życie, a ujawnił mu akcję planowaną przez jugosłowiańskie władze. Dwa lata później Dapčević w towarzystwie Đoki Stojanovicia spotkał się z towarzyszami wojennymi z czasów II wojny światowej Đorđe i Svetislavem Markuševami i Aleksandrem Opojeviciem w położonym w Bukareszcie hotelu Dorobanti. W rzeczywistości była to pułapka zorganizowana wspólnie przez jugosłowiańską i rumuńską policję; wówczas w nocy z 8 na 9 sierpnia 1975 roku został zneutralizowany i uprowadzony, natomiast Stojanović i Opojević zginęli, a ich ciała pochowano we wsi Begejci. Sam Dapčević został przetransportowany do Centralnego Więzienia w Belgradzie i skazany na karę śmierci, którą zamieniono na karę 20 lat pozbawienia wolności; odbywał ją w zakładzie karnym Požarevacu, z którego został zwolniony w czerwcu 1988 i wydalony z Jugosławii, zostając w niej uznanym za persona non grata.
We wrześniu 1990 wrócił do kraju dzięki zniesieniu zakazu wstępu; kontynuował działalność polityczną oraz w licznych wywiadach zwracał uwagę na możliwość wybuchu wojny domowej oraz rozpadu Jugosławii. Przewodził przez krótki czas Nowej Komunistycznej Partii Jugosławii; w 1992 roku założył Partię Pracy, której pierwszy zjazd odbył się w 1997 roku.
Podczas wojny domowej w Jugosławii aktywnie wspierał demokrację, głosił pokój między narodami południowosłowiańskimi oraz sprzeciwiał się nacjonalizmowi i władzy Slobodana Miloševicia; opowiadał się także za niepodległością Czarnogóry. Działalność polityczną kontynuował do swojej śmierci w dniu 12 lipca 2001 roku.

## Odznaczenia
Za udział w II wojnie światowej został odznaczony Medalem Pamiątkowym Partyzantów 1941 oraz jugosłowiańskim Orderem za Odwagę.

## Obecność w mediach i w kulturze
W kwietniu 1987 dziennikarz z Radiotelewizji Belgrad przeprowadził wywiad z Dapčeviciem w požarevackim zakładzie karnym.
W 1988 roku w serialu Czterdzieści osiem – spisek i zdrada (serb. Cetrdeset osma - Zavera i izdaja) w jego postać wcielił się Ivan Šebalj.
W 1990 roku dziennikarz Borby Slavko Ćuruvija opublikował książkę pt. Ibeovac – Ja, Vlado Dapčević .
Wystąpił w 1991 roku w programie Klub 91 emitowanego w TVSA.
W 1998 roku udzielił wywiadu dla podgorickiej stacji telewizyjnej Blue Moon.

## Życie prywatne
Brat Peko Dapčevicia i syn Jovo.